# Toro de Osuna
El Toro de Osuna data de finales del siglo V a. C., es una escultura de la época ibera, concretamente esculpida por el pueblo turdetano, y que fue encontrada en Osuna, Sevilla, en el yacimiento arqueológico de la antigua ciudad ibérica de Urso. Se trata del altorrelieve de un toro echado labrado en un sillar, que formaba parte de un monumento funerario, en el cual tendría función protectora.
La escultura está expuesta en el Museo Arqueológico Nacional de España, en Madrid, junto a diversas esculturas del periodo ibérico, y tiene el número de inventario 38416.

## Simbolismo
Es un toro erguido tratado de forma realista y rígida a la vez. Los ojos están rodeados de profundas incisiones que se prolongan encima de la nariz. La boca está entreabierta y la papada está tratada con incisiones curvas y paralelas. El cuerpo es delgado y con caderas pronunciadas.

## Características técnicas
Tallado en piedra caliza. Las patas están partidas por encima de la rodilla, el rabo, la punta de las orejas y los cuernos están rotos.
Altura 56 cm; longitud 121 cm; grosor 31 cm.